# John Nevins Andrews
John Nevins Andrews (ur. 22 lipca 1829 w Portland, w stanie Maine, Stany Zjednoczone, zm. 21 października 1883 w Bazylei, Szwajcaria) – amerykański duchowny adwentystyczny, współorganizator Kościoła Adwentystów Dnia Siódmego, teolog adwentystyczny, pierwszy oficjalny misjonarz adwentystów dnia siódmego w Europie, przewodniczący Generalnej Konferencji w latach 1867–1869.

## Współorganizator Kościoła Adwentystów Dnia Siódmego
Andrews był jednym z przywódców adwentystów dnia siódmego w okresie formułowania się struktury organizacyjnej, dogmatów i zrozumienia misji rodzącego się Kościoła. Jako 15-letni młodzieniec przeżył rozczarowanie millerystów (zwolenników Williama Millera) związane z wiarą w powtórne przyjście Jezusa Chrystusa w dniu 22 października 1844. Wkrótce po okresie niespełnionych oczekiwań cała rodzina Andrewsa rozpoczyna święcić dzień sobotni. Pokrewieństwo poglądów zadecydowało o przyłączeniu się młodego Andrewsa do adwentystów święcących sobotę. Mając dwadzieścia jeden lat pełnił już odpowiedzialną funkcję członka kolegium redakcyjnego oficjalnego organu adwentystów – czasopisma „Review and Herald”, a w latach 1869-1870 był jego redaktorem naczelnym. W latach 1867–1869 piastował najważniejsze stanowisko w strukturach społeczności, był przewodniczącym Generalnej Konferencji Kościoła Adwentystów Dnia Siódmego. 
Andrews był przewodniczącym komitetu pracującego nad zasadami systematycznej ofiarności adwentystów. Był członkiem komitetu, który ustalił nazwę formułującej się społeczności, określając ją jako adwentyści dnia siódmego. Był współtwórcą struktury organizacyjnej adwentystów – m.in. Generalnej Konferencji jako naczelnego organu zarządzającego Kościołem Adwentystów Dnia Siódmego. W 1863 – w latach wojny secesyjnej – prowadził negocjacje z rządem Stanów Zjednoczonych, w efekcie których Kościół został uznany za społeczność niekombatancką, której rekruci służą w służbach sanitarnych.

## Teolog adwentystyczny
Andrews nie posiadał akademickiego teologicznego wykształcenia, ale ze względu na niepoślednie przymioty umysłu, wyróżniające go w grupie pionierów adwentyzmu, oraz ze względu na znajomość hebrajskiego i języków klasycznych, wywarł znaczący wpływ na kluczowe decyzje doktrynalne. Prowadził wieloletnie ukierunkowane studia nad dziejami dnia świętego w chrześcijaństwie. W 1855 roku skierował uwagę kształtującej się społeczności adwentystycznej na teksty Pisma Świętego określające czas trwania święta sobotniego od zachodu słońca w piątek do zachodu słońca w sobotę. W 1861 roku wydał opracowanie pogłębiające zrozumienie przez adwentystów niezmiennej ważności soboty jako dnia świętego pt. History of the Sabbath and the First Day of the Week. Opracowanie to jest traktowane jako jedno z klasycznych dzieł adwentystycznych. 

## Pierwszy oficjalny misjonarz adwentystów dnia siódmego w Europie
We wczesnych latach istnienia adwentystów dnia siódmego ukształtowały się wśród tej społeczności dwa poglądy wywierające znaczący wpływ na jej funkcjonowanie. Pierwszym było przeświadczenie o destruktywnym wpływie na uduchowienie wyznawców jakiejkolwiek struktury organizacyjnej porządkującej w sposób administracyjny życie społeczności. Drugim było przekonanie o zbędności realizowania misji adwentystów poza granicami Stanów Zjednoczonych. Efektem tych poglądów była wieloletnia niemożność zborów adwentystycznych do podejmowania m.in. długoterminowych celów misyjnych wymagających zabezpieczenia finansowego. 
Poglądy te przezwyciężono w 1874 roku wskutek czego John Nevins Andrews został wysłany do Europy jako oficjalny misjonarz Kościoła Adwentystów Dnia Siódmego. W wieku 35 lat, będąc już od dwóch lat wdowcem, Andrews udał się do Europy razem z dwójką swych dzieci.
Centrum misyjnym adwentyzmu w Europie stała się Bazylea w Szwajcarii, do której Andrews przybył 16 października 1874 roku. Nawiązał kontakt z grupami adwentystów dnia siódmego zorganizowanymi przez Michała Czechowskiego. Tłumaczem Andrewsa był Jakub Erzberger, który przyjął adwentyzm w czasach misji M. Czechowskiego. Następnym krokiem Andrewsa była próba dotarcia do europejskich chrześcijan, którzy święcili sobotę. W tym celu zamieścił reklamy kontaktowe w powszechnych gazetach wydawanych w państwach francuskojęzycznych. Z taką reklamą usiłował także dotrzeć do społeczeństw Niemiec, Holandii i Rosji.
Kolejnym krokiem Andrewsa było założenie wydawnictwa w Bazylei. Za fundusze przysłane przez Generalną Konferencję zorganizował wydawanie czasopisma w języku francuskim pt. „Les Signes des Temps” (Znaki Czasu). W lipcu 1876 roku ukazał się pierwszy numer tego czasopisma, a pod koniec 1879 roku nakład jego wynosił 3500 egzemplarzy i docierało ono do wszystkich krajów Europy, a nawet innych części świata. O jego edytorskim i merytorycznym poziomie świadczy fakt, że Andrews jako redaktor czasopisma został wyróżniony honorowym członkostwem wpływowego we Francji stowarzyszenia wstrzemięźliwości za propagowanie idei abstynencji. W czasopiśmie tym Andrews napisał ponad 480 własnych tekstów. Ponadto wydawnictwo wydało wiele tysięcy broszur omawiających specyficzne zasady wiary adwentystów dnia siódmego.
W działalności kaznodziejskiej i wydawniczej w Europie Andrews zetknął się z niespotykaną w Stanach Zjednoczonych prawną ochroną dominujących kościołów. Jako Amerykanina wychowanego w społeczeństwie respektującym rozdział kościołów od państwa, zdumiewało wykorzystywanie instytucji państwowych przez większościowe kościoły w celu uciskania i ograniczania działania mniejszości religijnych. W 1877 roku podjął on w tej sprawie rozmowy z ambasadorem Stanów Zjednoczonych we Francji a także z władzami Republiki Francuskiej. Napisał również stosowną petycję do premiera Republiki Francuskiej Julasa Simona. 
Z regularnych notatek publikowanych przez Andrewsa w „Review and Herald” wynika, że w 1878 roku oprócz Szwajcarii jeszcze w 12 europejskich krajach istnieli chrześcijanie święcący sobotę, z którymi Andrews utrzymywał kontakt. W tym też roku Andrews został zaproszony do Stanów Zjednoczonych na sesję Generalnej Konferencji. Pojechał tam wraz ze swoimi dziećmi.
Życie osobiste Andrewsa nie było zbyt szczęśliwe. Po śmierci żony kolejnym ciosem była śmierć jego 17-letniej ukochanej córki, która umarła na gruźlicę w sanatorium Battle Creek. Po kilku latach umiera także Andrews w wieku 54 lat. Jedną z przyczyn przedwczesnego ich odejścia było z pewnością przepracowanie i bieda, która wynikała z niedostatecznego zaopatrzenia finansowego pastorów, a w szczególności misjonarzy. Zgodnie z życzeniem Andrewsa po jego śmierci nie ukazała się w wydawnictwach adwentystycznych jakakolwiek pochwalna notatka o jego życiu. Działalność jego doceniono i uszanowano nadając adwentystycznej uczelni Battle Creek College nazwę Andrews University.